# پروانه‌های شهسوار
پروانه‌های شهسوار (نام علمی: Lebadea) نام یک سرده از خانواده فرچه‌پایان است.